# Goulémi
Goulémi, en grec moderne : Γουλέμι, est un village du dème des Locriens, dans le district régional de Phthiotide, en Grèce-Centrale.
Selon le recensement de 2011, la population du village compte 131 habitants.